# لیو چائو شیوان
لیو چائو شیوان (چینی: 劉兆玄؛ زادهٔ ۱۰ مهٔ ۱۹۴۳) یک سیاست‌مدار و آموزگار اهل تایوان که از ۲۰ مه ۲۰۰۸ تا ۱۰ سپتامبر ۲۰۰۹ نخست‌وزیر این کشور بود.